# نيل مايلز
نيل مايلز (بالإنجليزية: Neil Myles)‏ (17 يونيو 1927 في المملكة المتحدة - 1993) هو لاعب كرة قدم بريطاني في مركز نصف الجناح. لعب مع إيبسويتش تاون ونادي لانارك الثالث وF.C. Clacton ‏.

## وصلات خارجية
- نيل مايلز على موقع قاعدة بيانات كرة القدم.إي يو (الإنجليزية)